# جيل تالبوت
جيل تالبوت (بالإنجليزية: Jill Talbot)‏ هي كاتِبة وشاعرة أمريكية، ولدت في 1970 في دالاس في الولايات المتحدة.